# کوچه پاییز
کوچه پاییز فیلمی به کارگردانی و نویسندگی خسرو سینایی ساختهٔ سال ۱۳۷۶ است.

## خلاصه داستان
فیلم زمینه داستانی مستند دارد و به قصد پرداختن به چگونگی شکل‌گیری «گالری هنر جدید» و مؤسس آن «شراره طباطبائی» به بحث دربارهٔ هنر و هنرمند می‌پردازد. فیلم در پایان با جشن چهلمین سالروز تأسیس «گالری هنر جدید» با حضور بیش از بیست هنرمند سرشناس معاصر پایان می‌گیرد

## بازیگران
- ژازه طباطبایی
- مهدی احمدی
- محمد ابراهیم جعفری
- گیزلا وارگا سینایی
- نادر ابراهیمی